# Havelterberg (dorp)
Havelterberg (Drents: Haovelterbarg of De Barg) is een dorp in de gemeenten Westerveld en Meppel, in de Nederlandse provincie Drenthe. Het is gelegen tussen Havelte en Steenwijk. 
Havelterberg wordt ook wel geduid als een buurtschap. Havelterberg is tevens de naam van de naast het dorp gelegen heuvel, en daarnaast het gelijknamige waterwingebied met vrij zacht water.

## Amerikaanse basis
Op de grens van Darp en Havelterberg zijn overblijfselen te vinden van een Amerikaanse nucleaire basis. Een wachttoren dient als herinneringsmonument.

## Sport
De plaatselijke voetbalclub is FDS.